# Lotfi Mansouri
Lotfollah Mansouri, detto Lotfi (Teheran, 15 giugno 1929 – San Francisco, 30 agosto 2013), è stato un direttore artistico e regista teatrale iraniano naturalizzato statunitense.
È stato un direttore d'opera dal 1960 circa ed è noto per essere stato direttore generale della Canadian Opera Company e della San Francisco Opera dal 1988 al 2001. Nel 1992 diventò Cavaliere dell'Ordre des arts et des lettres francesi e il soggetto di una biografia del 1998.
Ha introdotto i sopratitoli dell'opera, i sottotitoli proiettati sopra il palco che consentono al pubblico di seguire il libretto durante l'esecuzione di un'opera.

## Biografia
Era nato a Tehran, Iran, figlio di Hassan e Mehri (Jalili) Mansouri. Sposò Marjorie Anne Thompson il 18 settembre 1954; ha una figlia, Shireen Melinda.
Mansouri studiò psicologia all'Università della California, Los Angeles (A.B., 1953) ed è stato assistente professore (1957-60). Iniziò la sua carriera da regista con una produzione di Così fan tutte al Los Angeles City College e diverse produzioni teatrali musicali al Marymount College. Dal 1960 al 1966 lavorò come direttore di palcoscenico residente all'Opera di Zurigo. Nel suo primo anno lì mise in scena nuove produzioni di Amahl e i visitatori notturni, La traviata, Don Pasquale e Samson et Dalila. Dal 1966 al 1976 lavorò come direttore di scena all'Opera di Ginevra. Durante questo periodo lavorò occasionalmente in numerosi teatri degli Stati Uniti, tra cui il Metropolitan Opera e molte compagnie più piccole.
Tra le sue produzioni disponibili su DVD, troviamo La figlia del reggimento (con Beverly Sills, 1974) e L'Africana (con Shirley Verrett e Plácido Domingo, 1988).
Tra le sue altre opere c'è la prima alla Royal Opera House di Esclarmonde di Massenet nel 1983.

### Canadian Opera Company
Dal 1976 al 1988 Mansouri ha lavorato come direttore generale della Canadian Opera Company a Toronto, in Ontario. Mansouri introdusse i sopratitoli per la messa in scena di Elettra nel gennaio 1983 e questo è generalmente considerato il primo utilizzo di un tale sistema di traduzione.

### San Francisco Opera
Nel 1988 Mansouri divenne il quarto direttore generale dell'Opera di San Francisco, in sostituzione di Terence A. McEwen.
Mansouri guidò la compagnia commissionando diversi nuovi lavori che ricevettero riconoscimenti dalla critica, tra cui La morte di Klinghoffer (1992) di John Adams, The Dangerous Liaisons di Conrad Susa (Autunno 1994), Harvey Milk di Stewart Wallace (1996) (co-commissionato con la Houston Grand Opera e la New York City Opera), A Streetcar Named Desire di André Previn (Autunno 1998) e Dead Man Walking di Jake Heggie (Autunno 2000). Questa mossa contribuì a costruire la reputazione della casa come uno dei principali innovatori negli Stati Uniti, una reputazione che conserva ancora oggi.
Verso la fine della stagione 2001 Mansouri annunciò le sue dimissioni e gli succedette Pamela Rosenberg, ex dell'Opera di Stoccarda.

## Vita privata
Mansouri nacque in Iran e visse a Zurigo, Ginevra, Toronto e San Francisco. Morì a casa nell'area Pacific Heights di San Francisco e gli sopravvissero la moglie Marjorie Thompson e sua figlia Shireen.